# Ново Село (Лерин)
Ново Село или Новоселско (грч. Νέα Κώμη, Неа Коми) је некадашње насеље у Грчкој у општини Суровичево, периферија Западна Македонија. 

## Географија
Ново Село се налазилона око 5 км јужно од Суровичева, на самом путу за Кајлар, на надморској висини од 580 метара. Састојало се од два читлучка насеља Горње и Доње Ново Село или Ветко и Чифлик Ново Село.

## Историја
Према Етнографији вилајета Адријанопољ, Монастир и Салоника, штампаној у Цариграду 1878. године, која се односила на мушко становништво 1873. године Ново Село је означено као село у кази Џумали са 106 домаћинства и 16 житеља муслимана и 330 Словена. Васил Канчов бележи 1900. године да је насеље било читлучки посед неког бега на коме је било 120 Рома. Боривоје Милојевић наводи 1920. године да је у Ветко Ново Село било 5 турских кућа а у Чифлик Новом Селу 3 турске куће. На попису 1913. године насеље има 32 житеља, док се на попису 1920. године не спомиње. Изгледа да су на овом простору мештани села Љубетино имали колибе због обрађивања својих имања, па се на попису 1928. године насеље спомиње са 13 житеља, све мушкарци. Ново Село се на наредним пописима не спомиње јер је напуштено.

## Становништво
| Година       | 1913 | 1920 | 1928 |
| ------------ | ---- | ---- | ---- |
| Становништво | 32   | 0    | 13   |